# Jadwiga Turło
Jadwiga Zofia Turło – polska farmaceutka, profesor nauk farmaceutycznych, prorektor Warszawskiego Uniwersytetu Medycznego.

## Życiorys
Jadwiga Turło w 1980 ukończyła z wyróżnieniem studia w Zakładzie Chemii Organicznej Wydziału Farmaceutyczny Akademii Medycznej w Warszawie na podstawie pracy magisterskiej dotyczącej syntezy nowych związków o spodziewanym działaniu farmakologicznym. Na przełomie 1979/1980 odbyła pięciomiesięczny staż w laboratorium kontrolno-badawczym Związku Aptekarzy Niemieckich w Eschborn / Frankfurcie nad Menem. W latach 1980–1982 była słuchaczką studiów doktoranckich w Zakładzie Chemii Ogólnej Instytutu Nauki o Leku Akademii Medycznej. W 1982 została zatrudniona na stanowisku asystentki, następnie starszej asystentki tamże. W 1987 doktoryzowała się w zakresie nauk farmaceutycznych. W latach 1988–1998, była zatrudniona na stanowisku Adiunktki w Zakładzie Chemii Ogólnej Instytutu Nauki o Leku (od 1994 Katedra i Zakład Chemii Medycznej). W 1999 podjęła pracę na stanowisku adiunktki w Katedrze i Zakładzie Technologii Środków Leczniczych. W 2011 habilitowała się w zakresie nauk farmaceutycznych na podstawie monografii Kultury mycelialne Lentinula edodes (Berk.) Pegler optymalizacja biosyntezy biologicznie czynnych produktów, akumulacja biopierwiastków, perspektywy aplikacyjne. Rok później objęła stanowisko kierowniczki Katedry Technologii Leków i Biotechnologii Farmaceutycznej Warszawskiego Uniwersytetu Medycznego. Tytuł naukowy profesora otrzymała 12 września 2016. W tym samym roku została prorektor WUM do spraw nauki i transferu technologii.
Jej zainteresowania naukowe obejmują: chemię medyczną, a zwłaszcza poszukiwanie nowych związków o spodziewanym działaniu na ośrodkowy układ nerwowy: anksjolitycznym, antydepresyjnym oraz przeciwdrgawkowym; biotechnologię farmaceutyczną, a zwłaszcza biosyntezy makromolekuł o działaniu immunomodulacyjnym oraz optymalizacji procesów biotechnologicznych Prowadzi również badania dotyczące uwalniania toksycznych monomerów z polimerów stomatologicznych oraz badania nad kulturami mycelialnymi grzybów wyższych.
Jest autorką lub współautorką 63 publikacji naukowych i przeglądowych oraz współautorką pięciu książek popularnonaukowych. Autorka kilku zgłoszeń Patentowych. Wypromowała dwie doktorki.
Członkini polskich i zagranicznych towarzystw naukowych, m.in.: European Mycological Association, Komitetu Terapii i Nauk o Leku Polskiej Akademii Nauk, Polskiego Towarzystwa Farmaceutycznego, Polskiego Towarzystwa Chemii Medycznej, Polskiego Towarzystwa Mykologicznego.

## Odznaczenia
- Srebrny Krzyż Zasługi, 2004[1]
- Złoty Krzyż Zasługi, 2010[2]